# Richard Laming
Richard Laming (ca. 1798, Margate?, Anglaterra–3 de maig 1879, Arundel, Sussex, Anglaterra) fou un cirurgià, filòsof natural, inventor, químic i industrial anglès.
Va estar molt interessat en la teoria de l'electricitat. Entre 1838 i 1851 va publicar una sèrie de papers especulant sobre la configuració electrònica de l'àtom. Va hipotitzar que existien tres partícules subatòmiques de càrrega unitària; segurament fou dels primers a fer-ho. Va suggerir que l'àtom estava compost d'un nucli de material envoltat per capes concèntriques d'aquests 'àtoms' elèctrics, o partícules. També creia que aquestes partícules podien ser afegides o sostretes d'un àtom, canviant així la seva càrrega. Als voltants de 1844 va suggerir un mecanisme per un insolador com un àtom envoltat d'un "estrat esfèric extern perfecte" de partícules elèctriques. també va suposar que les reaccions químiques podien tenir lloc quan dos àtoms compartien una càrrega elèctrica. Tanmateix, la Royal Society es va mostrar poc interessada en les seves idees, segurament perquè no va aportar dades experimentals que les confirmessin.
Va registrar diverses patents:
- 1844, per millores en la purificació i aplicació de l'amoníac[3]
- 1847, per un recuperador continu fet de tubs de ferro.[4]
- 1850, millores de la fabricació de gas per il·luminació i altres propòsits als quals és aplicable el gas ciutat[5]
- 1861, millores en la fabricació de carbonats alcalins[6]

La patent de 1850 és pel procés de Laming, que era un mètode consistent en eliminar àcid sulfhídric i diòxid de carboni del gas ciutat.